# Baixa Alsàcia

Escut de la Baixa Alsàcia, adoptat pel Baix Rin

Baixa Alsàcia (alsacià Underelsàss) és la part septentrional de l'Alsàcia, corresponent aproximadament al departament actual del Baix Rin. Juntament amb l'Alta Alsàcia és una de les subdivisions històriques d'Alsàcia.
Aquest nom, o el seu equivalent alemany (Unterelsass) fou utilitzat durant el Sacre Imperi Romanogermànic i sota l'Antic Règim entre 1648 i 1789. Sota l'Imperi alemany, en el que es va integrar Alsàcia-Lorena de 1870 a 1918, formà un bezirke (districte), al cap del qual s'hi trobava un bezirkspräsident, equivalent al prefecte francès. La seva capital és Estrasburg.
Viles principals :
- Haguenau
- Saverne
- Sélestat
- Estrasburg
- Wissembourg

La bandera de la Baixa Alsàcia és vermella barrada de blanc i guarnida de part a part dentades de lis blanques. De la seva unió amb la bandera de l'Alta Alsàcia sorgí la bandera d'Alsàcia.

## Història
9 d'agost de 1680 : Els senyors d'Alsàcia són obligats a reconèixer la sobirania del rei de França (política de reunions).